# Monolito

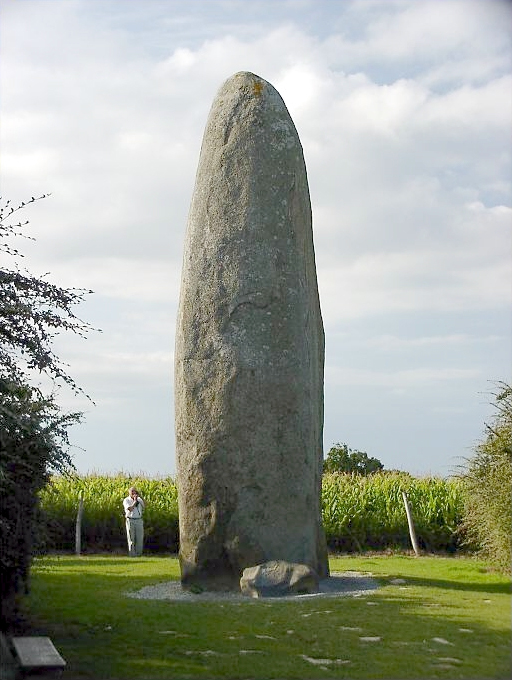
El gran menhir de Dol-de-Bretagne.

Un monolito (derivado del latín, a su vez procedente del griego, μόνος monos, ‘uno solo’, y λίθος lithos, ‘piedra’) es un bloque de roca de gran tamaño de composición homogénea. Por extensión, se utiliza este término para referirse tanto a los monolitos de origen natural —un accidente o rasgo geomorfológico, similar a una montaña— o a los realizados por el hombre, que los ha tallado como monumentos y extraído de las canteras desde la antigüedad.
Los monolitos naturales están formados por un único tipo de roca, normalmente rocas ígneas o metamórficas, duras y compactas, que la erosión ha dejado expuestas y destacadas en el relieve circundante.

## Monolitos naturales
El mayor monolito natural conocido de la Tierra es el monte Augustos, en Australia. Otros monolitos conocidos son los siguientes:

### África

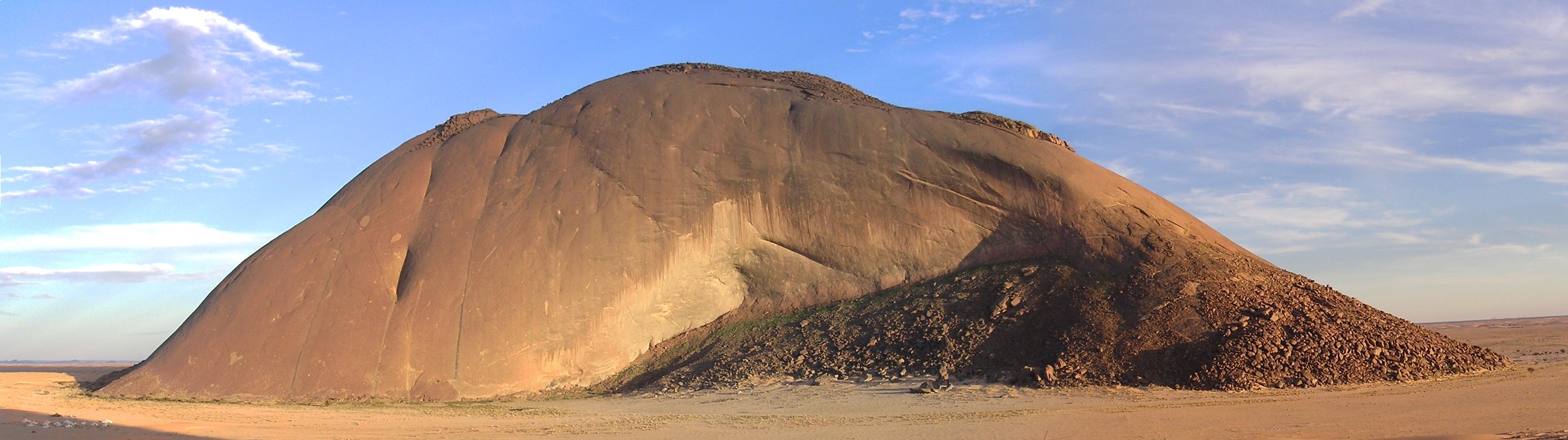
Ben Amera, Mauritania.

- Ben Amera (Mauritania).
- Aicha (Mauritania).
- Macizo de Brandberg (Namibia).
- Roca Aso (Nigeria).
- Roca Zuma (Nigeria)
- Roca Ara (Nigeria).

### Antártida
- Scullin (monolito)

### Asia

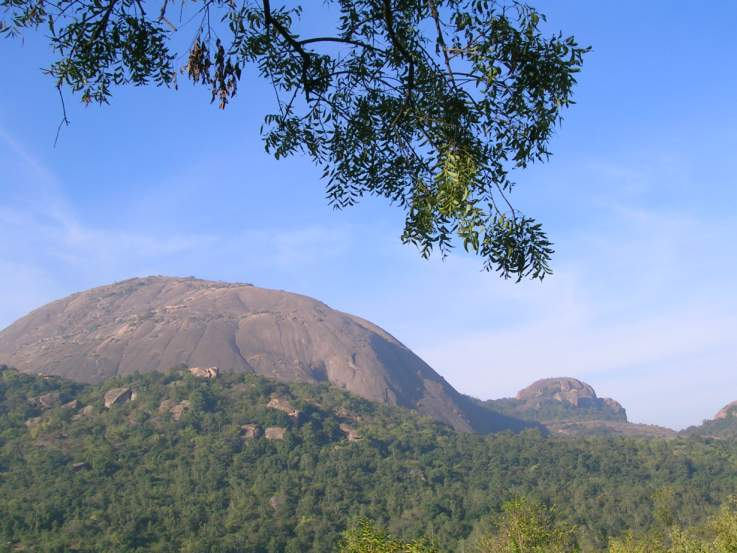
Savandurga (India), desde el lado norte.

- Savandurga (India).
- Madhugiri Betta (India).

### Oceanía

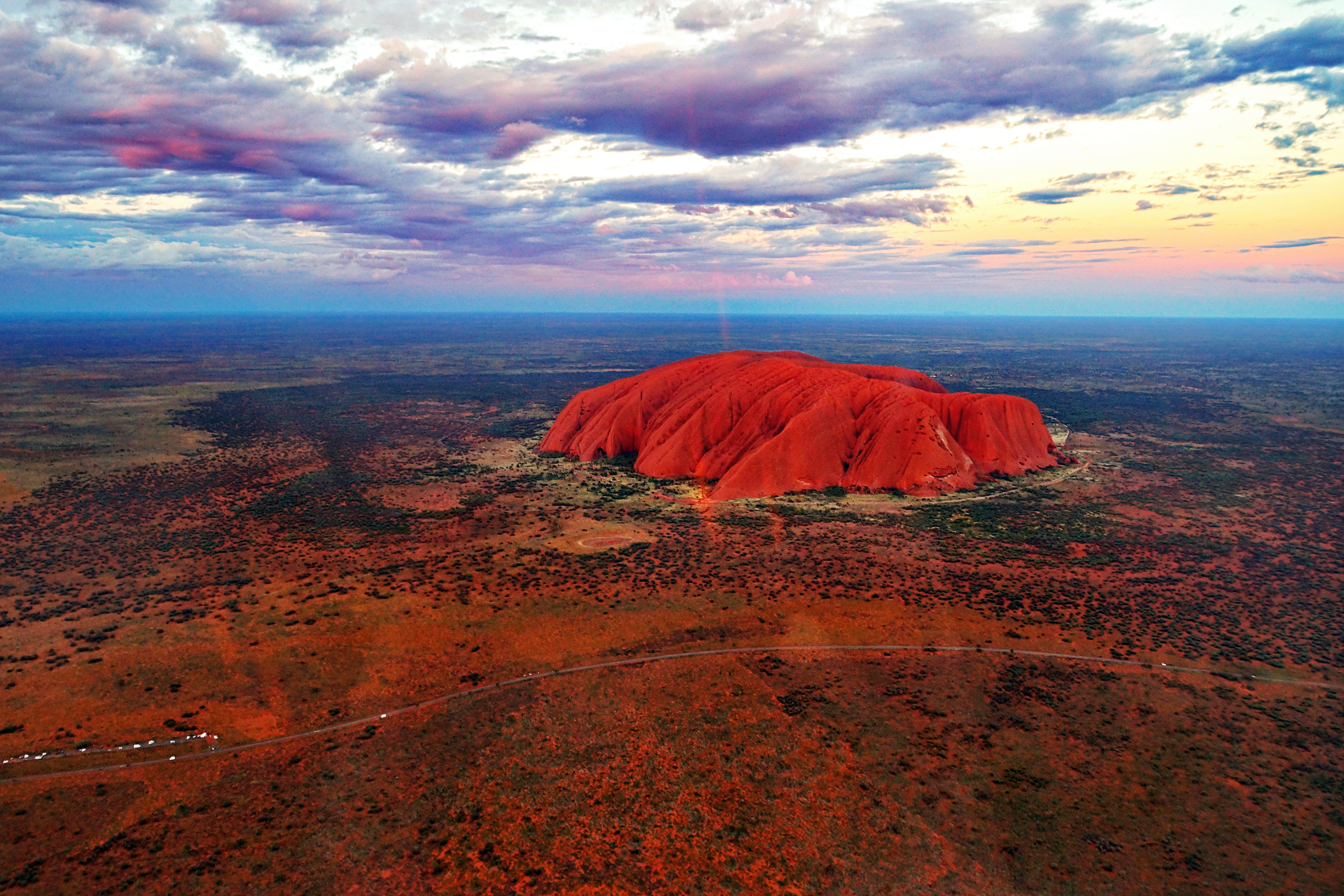
Uluru, Territorio del Norte, Australia.

- Monte Augustos (Burringurrah), en Australia Occidental, Australia
- Uluru (Ayers Rock), Territorio del Norte, Australia
- Pine Mountain, Victoria, Australia
- Roca Bald, cerca de Tenterfield, Nueva Gales del Sur, Australia
- Monte Coolum (Queensland, Australia).
- Monte Wudinna, cerca de Wudinna, Australia del Sur, Australia
- Roca Kokerbin, Australia Occidental, Australia
- Castle Hill, Townsville (Queensland), Australia

### Europa
- Kalamos, en Anafi (Grecia).
- Frau Holle Stein, cerca de Fulda (Alemania).
- Humber Stone, Humberstone, cerca de Leicester (Inglaterra).
- King Arthur's Stone, Cornualles (Inglaterra).
- Roca Logan, Trereen, Cornualles (Inglaterra).
- Piedra de Odín (Stenhouse, islas Orcadas), destruido en 1814.
- Peñón de Ifach, Calpe (España).
- Roca de Mónaco, Mónaco.
- Piedra Cappa, San Luca (Italia)
- Piedra Luenga, Montilla (España)

### América

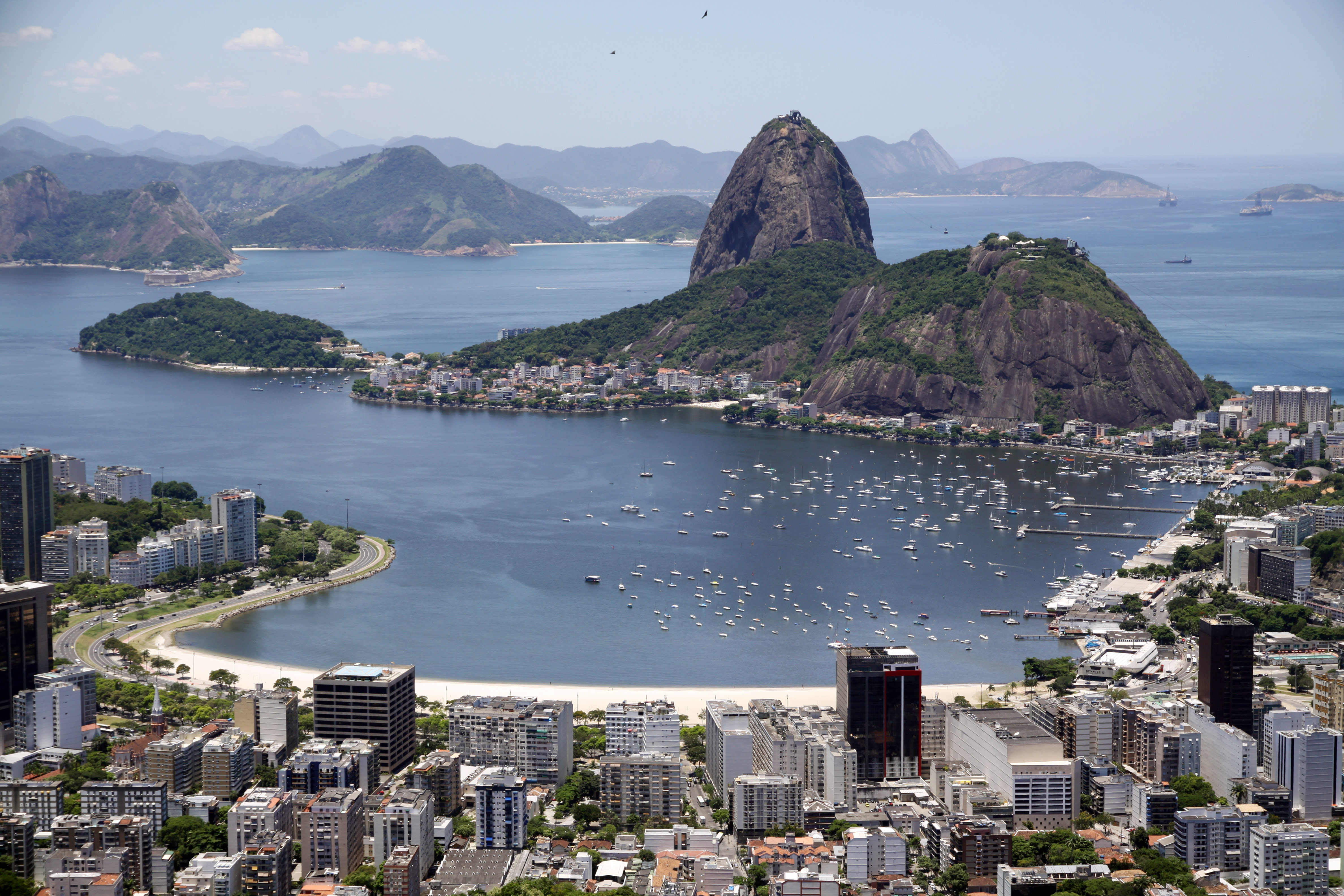
Pan de Azúcar (Brasil).

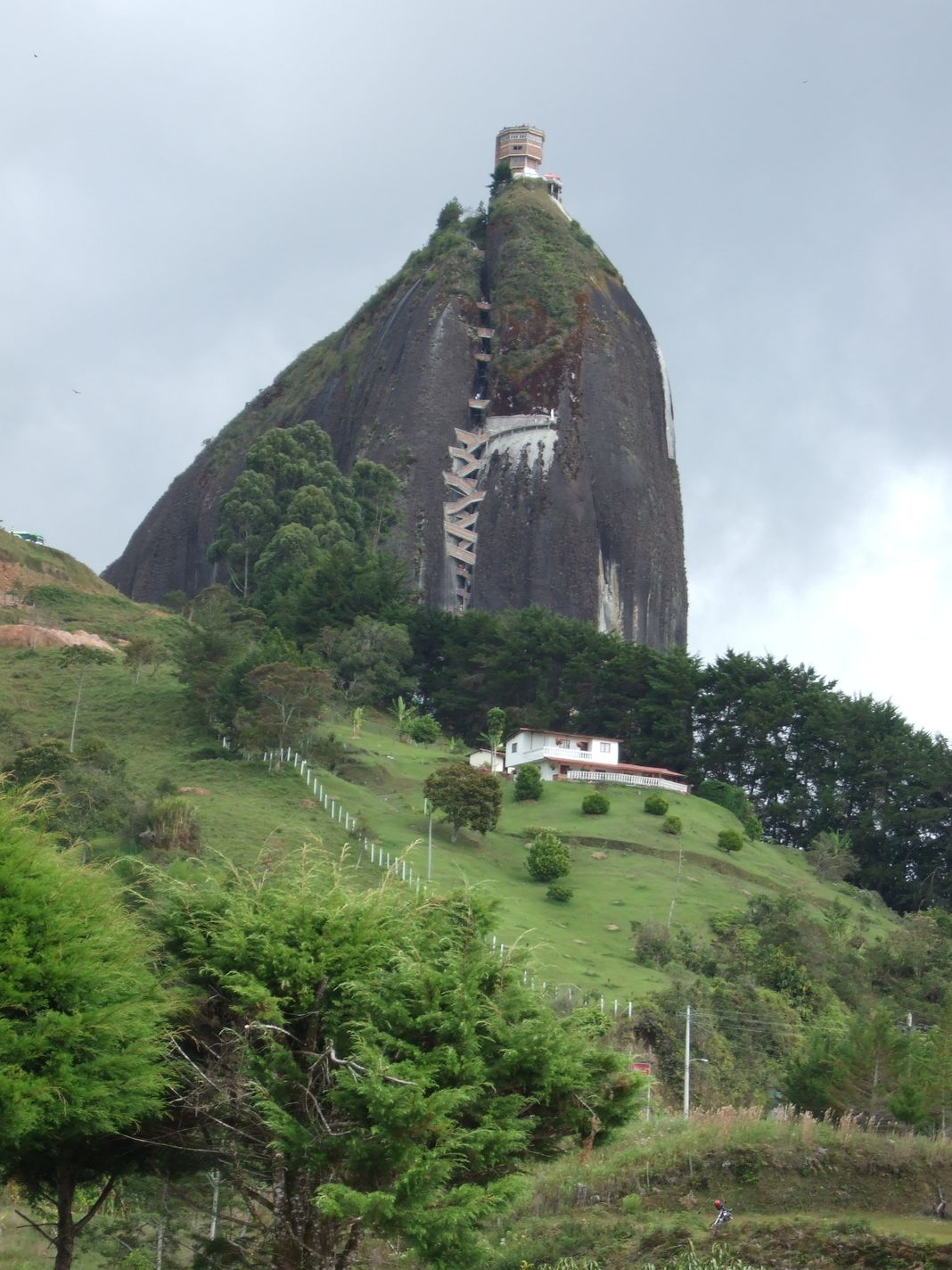
El Peñón de Guatapé (Colombia).

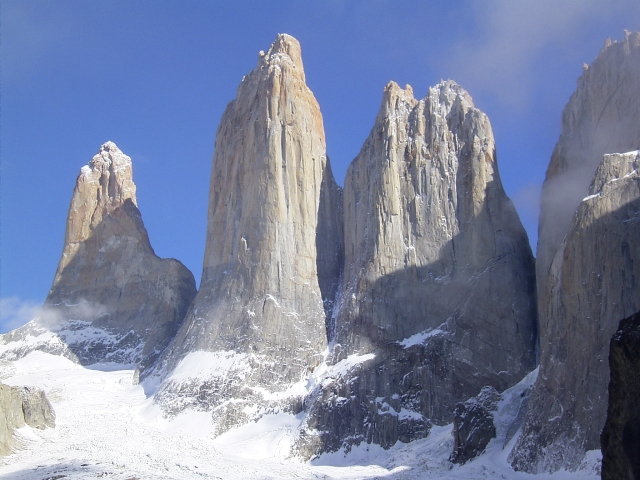
Torres del Paine (Chile).

- Pan de Azúcar, en Río de Janeiro (Brasil).
- Pedra da Gávea (Brasil), el monolito en línea costera más grande del mundo.
- Stawamus Chief, Squamish, Columbia Británica (Canadá).
- Pico Satsalla, Columbia Británica (Canadá).
- Peñón de Guatapé, en Antioquia (Colombia).
- Peñón de Entrerríos, en Antioquia (Colombia).
- Cerros de Mavecure, conjunto de tres monolitos, en Guainía (Colombia).
- Torres del Paine (Chile).
- Roca Beacon, Garganta del río Columbia, Washington (Estados Unidos).
- Pico Cuello de Botella, Sids Mountain, Utah (Estados Unidos).
- Chimney Rock, Bayard, Nebraska (Estados Unidos).
- Courthouse and Jail Rocks, Bridgeport, Nebraska (Estados Unidos).
- Devils Tower National Monument, Wyoming (Estados Unidos).
- El Capitán, parque nacional de Yosemite, California (Estados Unidos).
- Roca Encantada, Condado de Llano, Texas (Estados Unidos).
- Roca Espía, en el Condado de Mason, Texas (Estados Unidos).
- Half Dome, Yosemite National Park, California (Estados Unidos).
- Haystack Rock, Condado de Clatsop, Oregón (Estados Unidos).
- Looking Glass Rock, Condado de Transylvania, Carolina del Norte (Estados Unidos).
- Monumento nacional de Scotts Bluff, Gering, Nebraska (Estados Unidos).
- Stone Mountain, Stone Mountain, Georgia (Estados Unidos).
- La Peña de Bernal, en Querétaro (México), el tercer monolito más grande del mundo.
- Cerro Mono Pelado, en Tabasco (México)

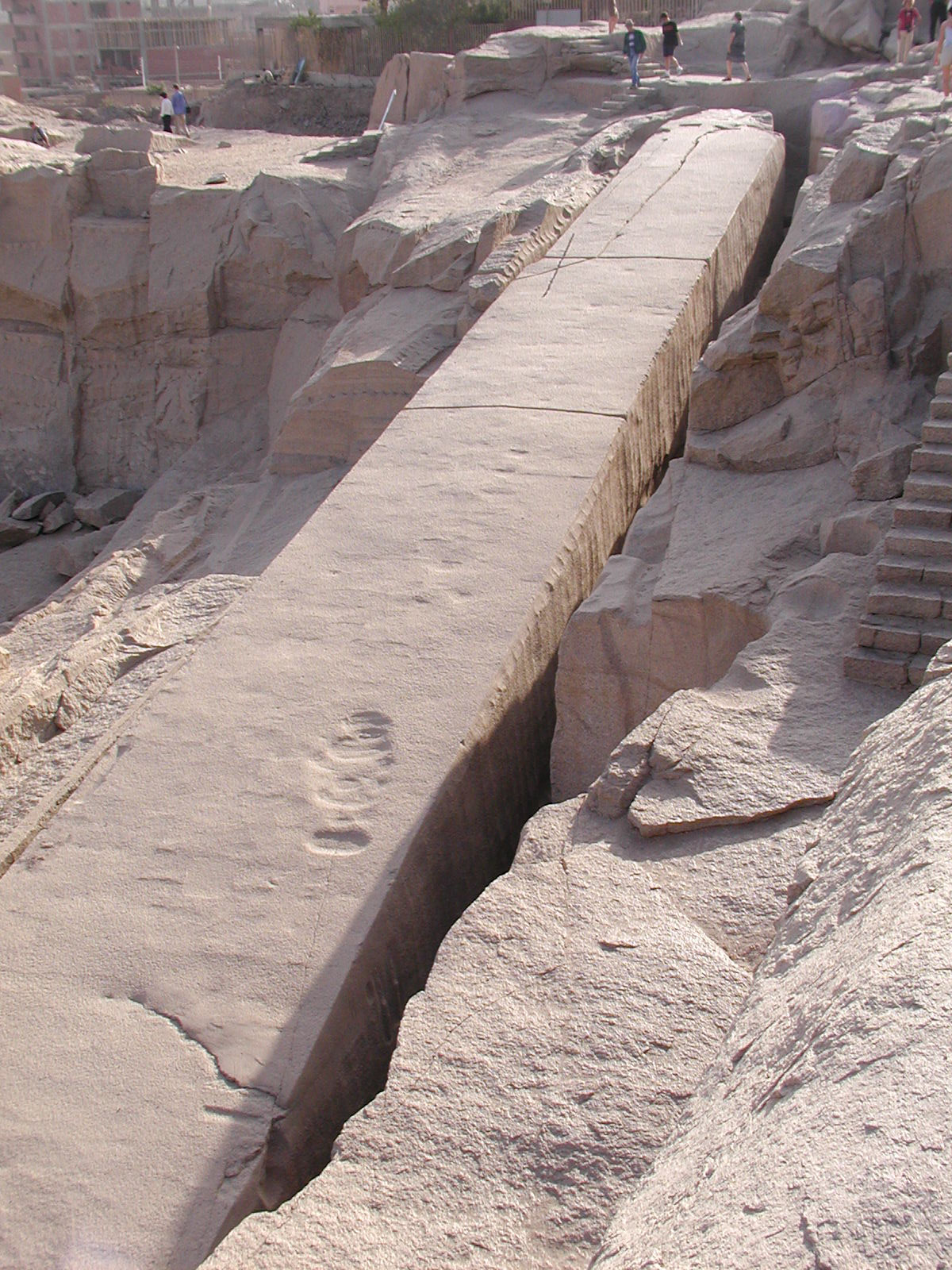
El obelisco inacabado de Asuán.

## Monolitos tallados o desplazados por el hombre

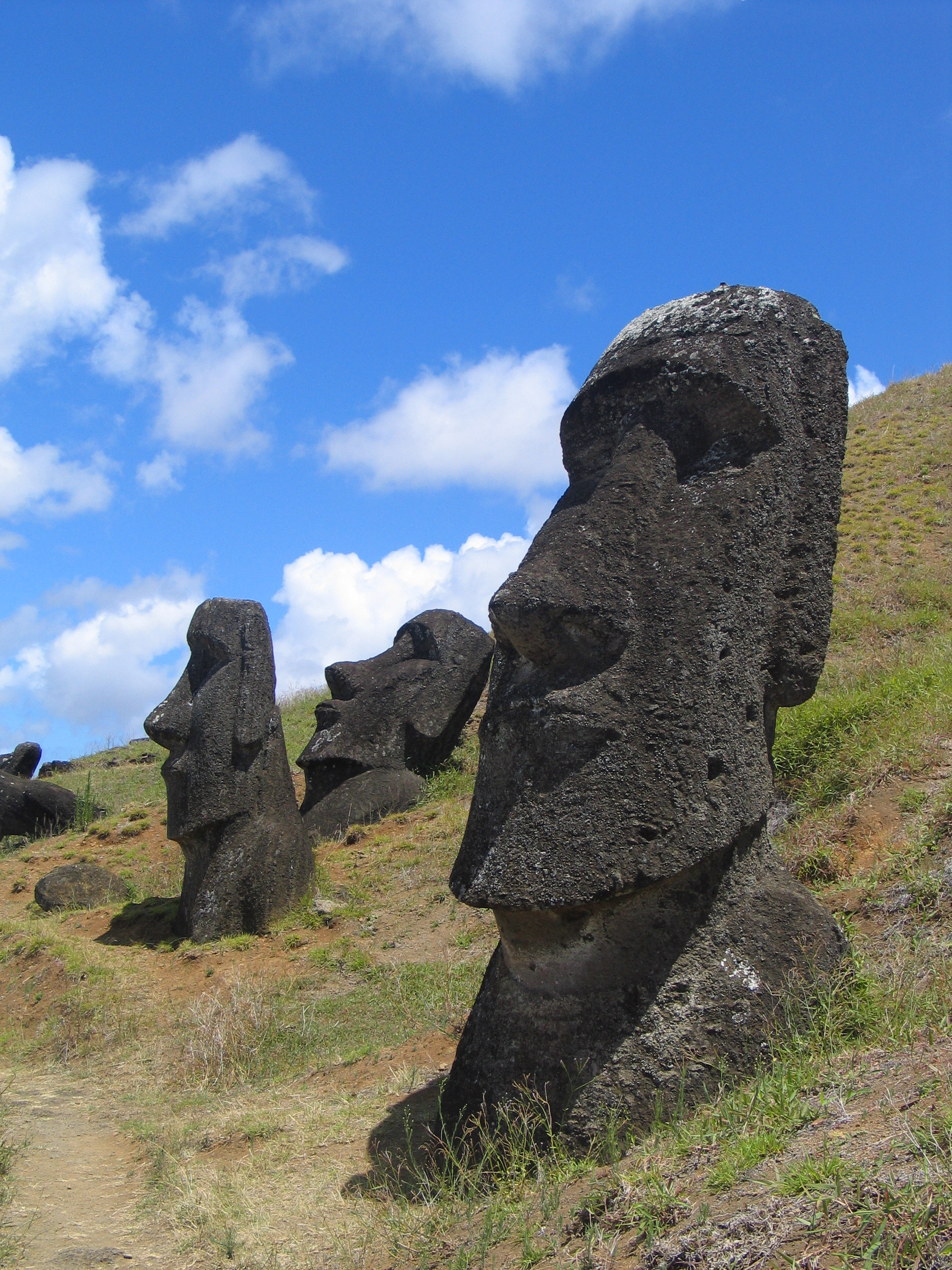
Moais, en Isla de Pascua (Chile).

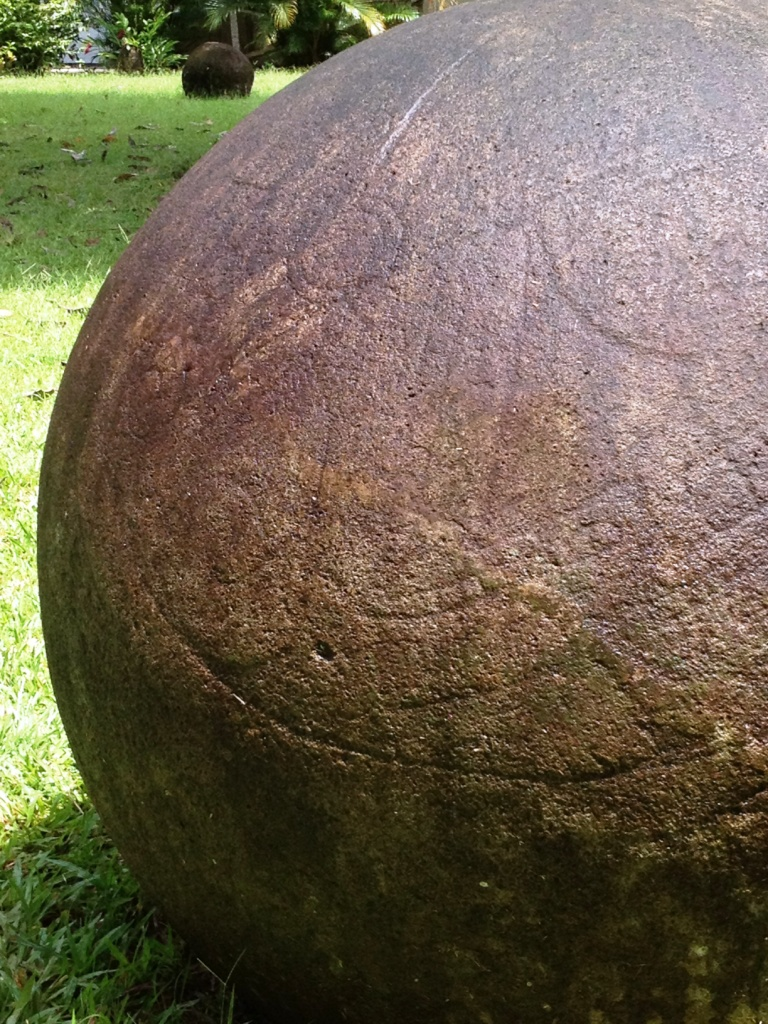
Esferas de piedra de Costa Rica, más de 500 esferolitos de gran perfección.

Un monolito puede ser un monumento en sí mismo (estatua, piedra monolítica). Se encuentran piedras monolíticas sagradas desde tiempos prehistóricos (menhires) y en muchas civilizaciones, como la civilización maya (estelas que representan a los soberanos o incluso las «zoomorfas »originales de Quiriguá) y la civilización azteca (el monolito de Coatlicue, que representa a la diosa de la muerte, o el monolito decorado de Tizoc que representa quince victorias de este soberano).
Las esferas de piedra de Costa Rica son más de 500 monolitos de hasta 16 toneladas en conjuntos asociados a constelaciones y eventos astronómicos, algunos fueron desplazados hasta cientos de kilómetros incluyendo a islas en el Océano Pacífico. Investigadores las ubican unos alrededor del 6000 a. C. y otros por el 12.000 a. C.
Los primeros edificios compuestos por monolitos son los dólmenes, a partir del V milenio a. C.
Un monolito también puede ser un elemento arquitectónico de un edificio compuesto de un solo elemento (columna, dintel, etc.). A veces se considera a los edificios de hormigón armado como monolíticos, por oposición frente a los construidos con muros de ladrillo o bloques de piedra u hormigón.

### Los mayores monolitos antropogénicos

#### La piedra más grande jamás movida por el hombre
El pedestal de granito del Caballero de Bronce, que se transportó a San Petersburgo en 1770, tiene fama de ser la piedra más grande jamás movida por el hombre. Se citan las siguientes cifras: 7 × 14 × 9 m, con un peso estimado de unas 1500 toneladas.

#### La piedra más grande jamás tallada por el hombre
El obelisco inacabado de Asuán, de unas 1200 toneladas, que jamás salió de la cantera, no siendo separado del lecho de roca.

#### La piedra más grande tallada jamás movida por el hombre
La piedra de Baalbek, llamada Hadjar-el-Qoublé (la piedra del Sur), tiene 21,50 × 4,80 × 4,20 m, con un peso de 900 a 1100 toneladas, según estimaciones bastante constantes. Abandonó la cantera, pero se mantuvo plantada en ángulo, no muy lejos del lugar de su extracción.

#### El mayor de todos los obeliscos egipcios
El obelisco de Letrán en Roma, se ha dividido en tres pedazos, pero reconstituido y reeregido (o al contrario) por el papa Sixto V. Se han dado cifras dispares, aunque probablemente de 32 metros de alto y con un peso de 400 (±50) toneladas.

### Otros monolitos famosos
- Los moáis de la Isla de Pascua (Chile).
- Los Colosos de Memnon en Tebas (Egipto), con un peso cada uno de 1300 toneladas (750 la estatua y 550 el pedestal).
- Las piedras usadas para construir los cimientos del templo de Jerusalén (monte Moriah, Shetiyah Ha Kotel), de 800 toneladas cada una
- El Gran Menhir partido de Er Grah de Locmariaquer, dividido en cinco piezas, que mide aproximadamente 25 m de largo y pesaba alrededor de 300 toneladas
- El mausoleo de Teodorico el Grande en Rávena, cubierto por una cúpula monolítica de 10 m de diámetro, que pesa alrededor de 300 toneladas
- El obelisco de Luxor (en la plaza de la Concordia, en París), de 23 m de altura y alrededor de 230 toneladas
- El gran dintel de la puerta de Arcadia en Mesina
- Las esferas de piedra de Costa Rica.[4][5]
- El monolito Mussolini del Foro Itálico, en Roma, en mármol de Carrara.
- La escultura monumental del Gral. Lázaro Cárdenas ubicada en el estado mexicano de Guerrero.
- El monolito del dios azteca Tláloc descubierto en Coatlinchán en el municipio de Texcoco del Estado de México y exhibido en el Museo Nacional de Antropología desde 1964.
- El monolito Ponce de Tiahuanaco (Bolivia)

## Cultura popular
Son muy populares los menhires que carga Obélix en Astérix el Galo.